# Rangel Gerowski
Rangel Gerowski (* 15. Januar 1958 in Karlowo, Oblast Plowdiw; † 26. April 2004) war ein bulgarischer Ringer. Er war Gewinner einer Silbermedaille bei den Olympischen Spielen 1988 und Europameister 1981 im griechisch-römischen Stil im Superschwergewicht.

## Werdegang
Rangel Gerowski begann als Jugendlicher mit dem Ringen. Er wurde dazu nach ersten Erfolgen im nationalen Bereich zum bulgarischen Spitzenclub Levski Spartak Sofia delegiert. Bereits im Juniorenbereich wurde er in die bulgarische Ringer-Nationalmannschaft aufgenommen. Er war ein untersetzter und sehr kräftiger Ringer, der immer im Superschwergewicht, also in der Gewichtsklasse zwischen 100 kg und 130 kg Körpergewicht rang und sich dabei voll auf den griechisch-römischen Stil konzentrierte. In der Nationalmannschaft wurde er von Bobe Dorosiew, Petar Ilkow, Dinko Petrow und Andrei Dimitrow trainiert.
1976 startete er als Achtzehnjähriger erstmals bei einer internationalen Meisterschaft, der Junioren-Europameisterschaft (Espoirs = Altersgruppe bis zum 20. Lebensjahr) in Posen. Im Super-Schwergewicht siegte er dabei vor dem sowjetischen Sportler Osadse und Klaus Zindel aus der DDR. Im gleichen Jahr wurde er auch schon Balkanmeister im Superschwergewicht bei den Senioren.
1977 belegte er bei der Junioren-Weltmeisterschaft (Espoirs) in Las Vegas im Super-Schwergewicht hinter dem sowjetischen Sportler Beloglasow den 2. Platz. Auch bei der Junioren-Europameisterschaft 1978 in Oulu musste er sich einem sowjetischen Sportler, Iwan Karapetjan, geschlagen geben und belegte hinter diesem den 2. Platz. 1979 gewann er aber in Haparanda dann doch noch den Weltmeistertitel bei den Junioren im Super-Schwergewicht vor Iwan Karapetjan und László Tóth aus Ungarn.
1978 und 1979 startete Rangel Gerowski auch schon bei den Großen Preisen der Bundesrepublik Deutschland in Aschaffenburg. 1978 kam er dabei hinter Awtandil Maisuradse aus der UdSSR und Victor Dolipschi aus Rumänien auf den 3. Platz und 1979 musste er sich nur dem amtierenden Weltmeister Oleksandr Koltschynskyj aus der Sowjetunion geschlagen geben und belegte hinter diesem, aber vor den Weltklasseringern Marek Galiński aus Polen sowie Roman Codreanu und Victor Dolipschi aus Rumänien den 2. Platz.
Trotz dieser hervorragenden Ergebnisse hatte es Rangel Gerowski in Bulgarien sehr schwer im Super-Schwergewicht an die Spitze zu gelangen. Der Grund war, dass Bulgarien in Alexandar Tomow und in Nikola Dinew zwei Super-Schwergewichtler hatte, die beide mehrere Male Welt- und Europameister geworden waren und damals zu den absoluten Spitzenringern im Superschwergewicht in der Welt gehörten.
1981 wurde er dann bei der Europameisterschaft in Göteborg eingesetzt und bewies dort sein Können. Er besiegte Karl Hug aus der BRD, Tomas Johansson aus Schweden, Henryk Tomanek aus Polen und Ewgeni Artjuchin aus der UdSSR und wurde Europameister. Trotzdem durfte er nicht bei der Weltmeisterschaft 1981 an den Start gehen. Der bulgarische Ringerverband setzte dort Nikolai Dinew ein. Auch in den Jahren 1982 bis 1984 erhielten Alexandar Tomow und Nikolai Dinew bei den internationalen Meisterschaften immer den Vorzug vor Rangel Gerowski.
Seinen nächsten Start bei einer internationalen Meisterschaft absolvierte Rangel Gerowski deshalb erst im Jahre 1985. Er kam dabei bei der Europameisterschaft in Leipzig hinter Igor Rostorozki aus der UdSSR auf den 2. Platz. Bei der Weltmeisterschaft des gleichen Jahres in Kolbotn, einem Vorort von Oslo verlor er wieder gegen Igor Rostorozki und belegte hinter diesem und dem Rumänen Ioan Grigoraș den 3. Platz.
Bei den internationalen Meisterschaften 1986 erhielt wieder Nikola Dinew den Vorzug vor Angel Gerowski. Bei der Europameisterschaft 1987 in Tampere und der Weltmeisterschaft 1987 in Clermont-Ferrand war er aber wieder am Start. Bei beiden Veranstaltungen gewann er im Super-Schwergewicht hinter Igor Rostorozki und dem Schweden Tomas Johansson die Bronzemedaille.
Im Jahre 1988 wurde Rangel Gerowski bei den Olympischen Spielen in Seoul eingesetzt. Er war auf diese Veranstaltung sehr gut vorbereitet und kämpfte sich sicher bis in das Finale um die Goldmedaille vor. Dort traf er erstmals auf einen jungen sowjetischen Ringer, der in den nächsten Jahren das Geschehen in der Super-Schwergewichtsklasse der griechisch-römisch-Ringer beherrschen sollte, Alexander Karelin. Rangel Gerowski kämpfte gegen Karelin sehr beherzt und überließ diesem nur einen knappen 5:3-Punktsieg. Er gewann damit eine olympische Silbermedaille und den Respekt aller Ringerfreunde.
Im Laufe seiner weiteren Karriere gewann Rangel Gerowski dann bei internationalen Meisterschaften noch drei Medaillen. 1990 wurde er in Posen, im Endkampf von Alexander Karelin nach Punkten geschlagen, Vize-Europameister. Bei der Weltmeisterschaft 1990 in Rom wurde er von Alexander Karelin geschultert und erreichte hinter diesem und Tomas Johansson den 3. Platz und bei der Weltmeisterschaft 1991 in Warna kam er hinter Alexander Karelin und dem US-Amerikaner Matt Ghaffari ebenfalls auf den 3. Platz.
Bei der Europameisterschaft 1992 in Kopenhagen belegte er nur den 5. Platz und bei den Olympischen Spielen 1992 in Barcelona verlor er in der ersten Runde gegen László Klauz aus Ungarn, womit er ausschied und nur auf den 11. Platz belegte. Auch bei seiner letzten Teilnahme an einer internationalen Meisterschaft, der Weltmeisterschaft 1994 in Tampere blieb Rangel Gerowski ohne Sieg und kam nur auf den 15. Platz.
Danach beendete er seine Ringerlaufbahn. Im Jahre 1999 wirkte er in einem bulgarischen Spielfilm über seinen Landsmann Dan Kolow, der vor dem Ersten Weltkrieg ein berühmter Berufsringer war, mit. Angel Gerowski ist bereits 2004 im Alter von nur 46 Jahren verstorben.

## Internationale Erfolge
| Jahr | Platz  | Wettbewerb                            | Gewichtsklasse | |
| 1976 | 1.     | Junioren-EM (Espoirs) in Posen        | Superschwer    | vor Osadse, UdSSR u. Klaus Zindel, DDR                                                                              |
| 1976 | 1.     | Balkan-Meisterschaft                  | Superschwer    | |
| 1977 | 2.     | Junioren-WM (Espoirs) in Las Vegas    | Superschwer    | hinter Beloglasow, UdSSR, vor Boguslaw Marciniuk, Polen                                                             |
| 1978 | 2.     | Klippan-Turnier                       | Superschwer    | hinter Awtandil Maisuradse, UdSSR, vor Arne Robertsson, Schweden                                                    |
| 1978 | 3.     | Großer Preis der BRD in Aschaffenburg | Superschwer    | hinter Awtandil Maisuradse u. Victor Dolipschi, Rumänien, vor Prvoslav Ilić, Jugoslawien u. Boguslaw Marciniuk      |
| 1978 | 2.     | Junioren-EM (Espoirs) in Oulu         | Superschwer    | hinter Iwan Karapetjan, UdSSR, vor Janku, Rumänien                                                                  |
| 1979 | 2.     | Großer Preis der BRD in Aschaffenburg | Superschwer    | hinter Oleksandr Koltschynskyj, UdSSR, vor Marek Galiński, Polen, Roman Codreanu u. Victor Dolipschi, bde. Rumänien |
| 1979 | 1.     | Junioren-WM (Espoirs) in Haparanda    | Superschwer    | vor Iwan Karapetjan u. László Tóth, Ungarn                                                                          |
| 1981 | 1.     | Klippan-Turnier                       | Superschwer    | vor Aneltschenkow, UdSSR u. Tomas Johansson, Schweden                                                               |
| 1981 | 1.     | EM in Göteborg                        | Superschwer    | mit Siegen über Karl Hug, BRD, Tomas Johansson, Henryk Tomanek, Polen u. Ewgeni Artjuchin, UdSSR                    |
| 1983 | 3.     | Turnier in Västerås                   | Superschwer    | hinter Adam Sandurski, Polen u. Nagy, Ungarn                                                                        |
| 1985 | 2.     | EM in Leipzig                         | Superschwer    | hinter Igor Rostorozki, UdSSR, vor Slawomir Luto, Polen, László Tóth, Ioan Grigoraș, Rumänien u. Jörg Kotte, DDR    |
| 1985 | 3.     | WM in Kolbotn                         | Superschwer    | hinter Igor Rostorozki u. Ioan Grigoraș, vor Refik Memišević, Jugoslawien u. László Tóth                            |
| 1987 | 4.     | FILA-Grand-Prix-Turnier               | Superschwer    | hinter Wladimir Grigorjew, UdSSR, Ioan Grigoraș u. Wjatscheslaw Klimenko, UdSSR                                     |
| 1987 | 3.     | EM in Tampere                         | Superschwer    | hinter Igor Rostorozki u. Tomas Johansson, vor Ioan Grigoraș u. Fabio Valguarmera, Italien                          |
| 1987 | 3.     | WM in Clermont-Ferrand                | Superschwer    | hinter Igor Rostorozki u. Tomas Johansson, vor Ioan Grigoraș u. Duane Koslowski, USA                                |
| 1987 | 3.     | FILA-Grand-Prix-Gala in Budapest      | Superschwer    | hinter Igor Rostorozki u. Ioan Grigoraș, vor Tomas Johansson u. Duane Koslowski                                     |
| 1988 | Silber | OS in Seoul                           | Superschwer    | hinter Alexander Karelin, UdSSR, vor Tomas Johansson, Hassan El Haddad, Ägypten u. Kazuja Deguchi, Japan            |
| 1988 | 5.     | FILA-Grand-Prix-Gala in Budapest      | Superschwer    | hinter Alexander Karelin, László Klauz u. László Tóth, bde. Ungarn u. Ioan Grigoraș                                 |
| 1990 | 2.     | EM in Posen                           | Superschwer    | hinter Alexander Karelin, vor Ioan Grigoraș, László Klauz u. Lubomir David, CSSR                                    |
| 1990 | 3.     | WM in Rom                             | Superschwer    | hinter Alexander Karelin u. Tomas Johansson, vor Alexander Neumüller, Österreich u. László Klauz                    |
| 1991 | 3.     | WM in Warna                           | Superschwer    | hinter Alexander Karelin u. Matt Ghaffari, USA, vor László Klauz u. Jerzy Choromanski, Polen                        |
| 1992 | 5.     | EM in Kopenhagen                      | Superschwer    | hinter Alexander Karelin, Ioan Grigoraș, György Kekes, Ungarn u. Juha Ahokas, Finnland                              |
| 1992 | 11.    | OS in Barcelona                       | Superschwer    | nach einer Niederlage gegen László Klauz                                                                            |
| 1994 | 15.    | WM in Tampere                         | Superschwer    | Sieger: Alexander Karelin vor Héctor Milián, Kuba u. Piotr Kotok, Ukraine                                           |

Anm.: alle Wettbewerbe im griechisch-römischen Stil, OS = Olympische Spiele, WM = Weltmeisterschaft, EM = Europameisterschaft, Superschwergewicht, damals bis 130 kg Körpergewicht